# Kachan
Kachan – gaun wikas samiti we wschodniej części Nepalu w strefie Sagarmatha w dystrykcie Saptari. Według nepalskiego spisu powszechnego z 2001 roku liczył on 666 gospodarstw domowych i 4063 mieszkańców (2023 kobiet i 2040 mężczyzn).